# Raone Gomes
 Raone Gomes (Farroupilha, Río Grande del Sur; 1 de junio de 1994) es un exfutbolista y entrenador brasileño, se desempeñaba en el terreno de juego como defensa lateral y desde el 2023 dirige al Apafut Caxias del Campeonato Gaúcho.

## Clubes

### Como jugador
| Club                        | País   | Año       |
| --------------------------- | ------ | --------- |
| Esporte Clube Juventude     | Brasil | 2001-2002 |
| Brasil de Pelotas           | Brasil | 2002-2003 |
| Esporte Clube Juventude     | Brasil | 2003-2004 |
| Gremio                      | Brasil | 2005-2006 |
| Ipatinga Esporte Clube      | Brasil | 2006-2007 |
| Brasil de Farroupilha       | Brasil | 2007-2008 |
| Chapecoense                 | Brasil | 2008-2009 |
| Foz do Iguaçu Futebol Clube | Brasil | 2009-2010 |
| Esporte Clube São Luiz      | Brasil | 2010-2011 |
| Anagennisi Karditsa         | Grecia | 2011-2012 |
| Bento Gonçalves             | Brasil | 2012-2013 |
| Garibaldi                   | Brasil | 2013-2014 |
| Brasil de Farroupilha       | Brasil | 2014-2015 |
| SER Caxias do Sul           | Brasil | 2015-2016 |
| Brasil de Farroupilha       | Brasil | 2016-2017 |

### Como entrenador
| Club                  | País   | Año           |
| --------------------- | ------ | ------------- |
| Brasil de Farroupilha | Brasil | 2021-2022     |
| Apafut Caxias         | Brasil | 2023-presente |